# Juventus Football Club U23 2020-2021
Questa voce raccoglie le informazioni riguardanti la Juventus Football Club U23 nelle competizioni ufficiali della stagione 2020-2021.

## Stagione
La stagione della Juventus U23 si apre il 30 luglio 2020 con l'ingaggio di Andrea Pirlo come nuovo allenatore, al posto di Fabio Pecchia; tuttavia l'8 agosto seguente, dopo l'esonero di Maurizio Sarri dalla prima squadra, Pirlo viene promosso alla guida della stessa sicché al suo posto, il 22 agosto 2020, dalla formazione Primavera viene promosso Lamberto Zauli.
Alla fine della regular season, conclusasi il 2 maggio 2021 con la sconfitta sul campo del Piacenza per 3-2, la squadra chiude al 10º posto, qualificandosi ai play-off. Al primo turno dei play-off del girone si scontra con la Pro Patria, vincendo 3-1 sul campo dei bustocchi; qualificatasi al secondo turno contro la Pro Vercelli, viene sconfitta 1-0, concludendo così la stagione.

## Divise e sponsor
Il fornitore tecnico per la stagione 2020-2021 è adidas, mentre lo sponsor ufficiale è Jeep ed il training kit sponsor Allianz.
La prima divisa è caratterizzata dal ritorno, dopo una stagione di assenza, della classica maglia juventina a strisce bianconere, queste reinterpretate secondo un effetto pennellato, e dalla presenza di vari dettagli dorati; pantaloncini e calzettoni sono bianchi, anch'essi con richiami dorati. La seconda divisa è un completo «night indigo» con dettagli argentati, mentre la terza divisa segna un debutto assoluto nella storia del club, l'arancione, declinato in un disegno fortemente artistico. Su tutte le divise compare la coccarda tricolore, simbolo della vittoria della Coppa Italia Serie C 2019-2020.
Per la sfida interna di campionato del 25 marzo 2021 contro la Pergolettese, in occasione della "Settimana d'azione contro il razzismo" dell'Ufficio nazionale antidiscriminazioni razziali, la squadra scende in campo con una personalizzazione ad hoc per nomi e numeri di gioco, consistente in statistiche legate al razzismo.
| Casa | Trasferta | Terza divisa |

Per i portieri sono disponibili tre divise in varianti giallo, grigio e corallo.
| 1ª portiere | 2ª portiere | 3ª portiere |

## Organigramma societario
Area sportiva
- 2nd Teams Area Manager: Filippo Fusco

Area tecnica
- Allenatore: Andrea Pirlo, poi Lamberto Zauli
- Allenatore in seconda: Mirko Conte
- Preparatore atletico: Daniele Palazzolo
- Preparatore atletico: Stefano Cellio
- Preparatore dei portieri: Cristiano Lupatelli

Area sanitaria
- Centro medico: J-Medical

## Rosa
Rosa e numerazione sono aggiornate al 2 maggio 2021.
| N. |                       | Ruolo | Calciatore                    |
| -- | --------------------- | ----- | ----------------------------- |
| 1  | Italia (bandiera)     | P     | Timothy Nocchi                |
| 2  | Brasile (bandiera)    | D     | Lucas Rosa                    |
| 3  | Italia (bandiera)     | D     | Luca Coccolo                  |
| 3  | Romania (bandiera)    | D     | Gabriele Boloca               |
| 4  | Italia (bandiera)     | C     | Michele Troiano               |
| 5  | Romania (bandiera)    | D     | Radu Drăgușin                 |
| 6  | Belgio (bandiera)     | C     | Daouda Peeters                |
| 7  | Italia (bandiera)     | A     | Elia Petrelli                 |
| 7  | Francia (bandiera)    | C     | Abdoulaye Dabo                |
| 8  | Italia (bandiera)     | C     | Filippo Ranocchia             |
| 9  | Spagna (bandiera)     | A     | Alejandro Marqués             |
| 10 | Italia (bandiera)     | C     | Nicolò Fagioli                |
| 11 | Italia (bandiera)     | A     | Andrea Brighenti              |
| 12 | Uruguay (bandiera)    | P     | Franco Israel                 |
| 13 | Italia (bandiera)     | D     | Raffaele Alcibiade (capitano) |
| 14 | Italia (bandiera)     | C     | Mattia Compagnon              |
| 15 | Italia (bandiera)     | D     | Riccardo Capellini            |
| 16 | Italia (bandiera)     | D     | Matteo Anzolin                |
| 17 | Portogallo (bandiera) | A     | Félix Correia                 |
| 18 | Italia (bandiera)     | D     | Alessandro Di Pardo           |
| 19 | Tunisia (bandiera)    | A     | Hamza Rafia                   |
| 20 | Italia (bandiera)     | C     | Giuseppe Leone                |
| 21 | Albania (bandiera)    | A     | Giacomo Vrioni                |
| 22 | Italia (bandiera)     | P     | Matteo Bucosse                |
| 23 | Italia (bandiera)     | D     | Giulio Parodi                 |
| 23 | Francia (bandiera)    | C     | Marley Aké                    |

| N. |                        | Ruolo | Calciatore            |
| -- | ---------------------- | ----- | --------------------- |
| 24 | Italia (bandiera)      | D     | Davide De Marino      |
| 25 | Italia (bandiera)      | D     | Paolo Gozzi           |
| 26 | Italia (bandiera)      | D     | Tommaso Barbieri      |
| 27 | Italia (bandiera)      | A     | Ferdinando Del Sole   |
| 28 | Argentina (bandiera)   | C     | Enzo Barrenechea      |
| 29 | Italia (bandiera)      | A     | Nicola Mosti          |
| 29 | Italia (bandiera)      | A     | Emanuele Pecorino     |
| 30 | Italia (bandiera)      | P     | Giovanni Garofani     |
| 31 | Italia (bandiera)      | C     | Nikola Sekulov        |
| 32 | Italia (bandiera)      | C     | Franco Tongya         |
| 32 | Italia (bandiera)      | C     | Luciano Pisapia       |
| 33 | Italia (bandiera)      | D     | Filippo Delli Carri   |
| 34 | Brasile (bandiera)     | C     | Wesley                |
| 34 | Italia (bandiera)      | C     | Fabio Miretti         |
| 35 | Svizzera (bandiera)    | D     | Daniel Leo            |
| 36 | Italia (bandiera)      | A     | Marco Da Graca        |
| 37 | Italia (bandiera)      | D     | Alessandro Pio Riccio |
| 38 | Italia (bandiera)      | P     | Marco Raina           |
| 39 | Italia (bandiera)      | A     | Leonardo Cerri        |
| 40 | Ungheria (bandiera)    | P     | Zsombor Senkó         |
| 41 | Italia (bandiera)      | D     | Giuseppe Verduci      |
| 42 | Italia (bandiera)      | D     | Gabriele Mulazzi      |
| 43 | Inghilterra (bandiera) | C     | Samuel Iling-Junior   |
| 44 | Austria (bandiera)     | C     | Ervin Omić            |
|    | Italia (bandiera)      | P     | Stefano Gori          |

## Calciomercato

### Sessione estiva(dal 1º/09 al 5/10)
| Acquisti         | Acquisti                  | Acquisti             | Acquisti                |
| R.               | Nome                      | da                   | Modalità                |
| ---------------- | ------------------------- | -------------------- | ----------------------- |
| P                | Stefano Gori              | Pisa                 | definitivo (3 mln €)    |
| D                | Dario Del Fabro           | Kilmarnock           | fine prestito           |
| C                | Luca Clemenza             | Pescara              | fine prestito           |
| C                | Leandro Fernandes         | Fortuna Sittard      | fine prestito           |
| C                | Hans Nicolussi Caviglia   | Perugia              | fine prestito           |
| C                | Grīgorīs Kastanos         | Pescara              | fine prestito           |
| C                | Filippo Ranocchia         | Perugia              | definitivo (640000 €)   |
| A                | Andrea Brighenti          | Monza                | definitivo              |
| A                | Félix Correia             | Manchester City      | definitivo (10,5 mln €) |
| A                | Nikolai Baden Frederiksen | Fortuna Sittard      | fine prestito           |
| Altre operazioni |                           |                      |                         |
| R.               | Nome                      | a                    | Modalità                |
| P                | Mattia Del Favero         | Piacenza             | fine prestito           |
| P                | Timothy Nocchi            | Federazione italiana | tesseramento            |
| D                | Tommaso Barbieri          | Novara               | definitivo (1,4 mln €)  |
| D                | Claudio Zappa             | Sliema Wanderers     | fine prestito           |
| C                | Riccardo Capellini        | Pistoiese            | fine prestito           |
| A                | Kévin Monzialo            | Grasshoppers         | fine prestito           |
| A                | Nicola Mosti              | Monza                | prestito                |

| Cessioni         | Cessioni                  | Cessioni            | Cessioni                         |
| R.               | Nome                      | a                   | Modalità                         |
| ---------------- | ------------------------- | ------------------- | -------------------------------- |
| D                | Pietro Beruatto           | L.R. Vicenza        | prestito                         |
| D                | Dario Del Fabro           | ADO Den Haag        | prestito                         |
| C                | Naouirou Ahamada          | Stoccarda           | prestito con obbligo di riscatto |
| C                | Hans Nicolussi Caviglia   | Parma               | prestito                         |
| C                | Leandro Fernandes         | Pescara             | definitivo                       |
| C                | Grīgorīs Kastanos         | Frosinone           | prestito con obbligo di riscatto |
| C                | Simone Muratore           | Atalanta            | definitivo (7 mln €)             |
| C                | Matheus Pereira           | Barcellona          | riscattato (8 mln €)             |
| C                | Ransford Selasi           | Lugano              | definitivo (gratuito)            |
| C                | Idrissa Touré             | Vitesse             | prestito                         |
| A                | Matteo Brunori            | Virtus Entella      | prestito                         |
| A                | Nikolai Baden Frederiksen | WSG Swarovski Tirol | prestito                         |
| A                | Ettore Marchi             | Monza               | fine prestito                    |
| A                | Stephy Mavididi           | Montpellier         | definitivo (6,3 mln €)           |
| A                | Pablo Moreno              | Manchester City     | definitivo (10 mln €)            |
| A                | Dany Mota                 | Monza               | obbligo di riscatto (2,3 mln €)  |
| A                | Marco Olivieri            | Empoli              | prestito                         |
| A                | Luca Zanimacchia          | Real Saragozza      | prestito con diritto di riscatto |
| Altre operazioni |                           |                     |                                  |
| R.               | Nome                      | a                   | Modalità                         |
| P                | Mattia Del Favero         | Pescara             | prestito                         |
| P                | Leonardo Loria            | Pisa                | definitivo (2 mln €)             |
| P                | Alessandro Siano          | Imolese             | definitivo (gratuito)            |
| D                | Rafael Bandeira           | Amiens              | esercizio d'opzione              |
| D                | Alessandro Minelli        | Bari                | prestito                         |
| D                | Erasmo Mulè               | Juve Stabia         | prestito                         |
| D                | Diego Stramaccioni        | Vis Pesaro          | prestito                         |
| D                | Nikita Vlasenko           | Sion                | prestito                         |
| D                | Gianmaria Zanandrea       | Mantova             | definitivo (gratuito)            |
| D                | Claudio Zappa             | Mantova             | definitivo (gratuito)            |
| A                | Erik Gerbi                | Sampdoria           | obbligo di riscatto (1,3 mln €)  |
| A                | Mirco Lipari              | Empoli              | prestito                         |
| A                | Matteo Stoppa             | Sampdoria           | obbligo di riscatto (1 mln €)    |

### Operazioni esterne alle sessioni(dal 6/10 al 3/01)
| Acquisti | Acquisti | Acquisti | Acquisti |
| R.       | Nome     | da       | Modalità |
| -------- | -------- | -------- | -------- |

| Cessioni         | Cessioni       | Cessioni | Cessioni |
| R.               | Nome           | a        | Modalità |
| ---------------- | -------------- | -------- | -------- |
| C                | Luca Clemenza  | Sion     | prestito |
| Altre operazioni |                |          |          |
| R.               | Nome           | a        | Modalità |
| A                | Kévin Monzialo | Lugano   | prestito |

### Sessione invernale(dal 4/01 al 1º/02)
| Acquisti         | Acquisti            | Acquisti            | Acquisti                         |
| R.               | Nome                | da                  | Modalità                         |
| ---------------- | ------------------- | ------------------- | -------------------------------- |
| C                | Marley Aké          | Olympique Marsiglia | definitivo (8 mln €)             |
| C                | Wesley              | Sion                | prestito                         |
| A                | Christopher Lungoyi | Lugano              | definitivo (2,5 mln €)           |
| Altre operazioni |                     |                     |                                  |
| R.               | Nome                | a                   | Modalità                         |
| D                | Davide De Marino    | Pro Vercelli        | definitivo                       |
| C                | Mattia Compagnon    | Udinese             | prestito con opzione di riscatto |
| C                | Abdoulaye Dabo      | Nantes              | prestito con opzione di riscatto |
| A                | Emanuele Pecorino   | Catania             | definitivo (2 mln €)             |

| Cessioni         | Cessioni            | Cessioni            | Cessioni               |
| R.               | Nome                | a                   | Modalità               |
| ---------------- | ------------------- | ------------------- | ---------------------- |
| P                | Stefano Gori        | Pisa                | prestito               |
| C                | Franco Tongya       | Olympique Marsiglia | definitivo (8 mln €)   |
| A                | Christopher Lungoyi | Lugano              | prestito               |
| Altre operazioni |                     |                     |                        |
| R.               | Nome                | a                   | Modalità               |
| D                | Luca Coccolo        | Cremonese           | prestito               |
| D                | Giulio Parodi       | Pro Vercelli        | definitivo (50000 €)   |
| A                | Kévin Monzialo      | Lugano              | definitivo (2,5 mln €) |

## Risultati

### Serie C

#### Girone di andata
| Arbitro: | Turrini (Firenze) |

|                          |           |                 |
| Di Pardo 54’ Correia 67’ | Marcatori | 20’ De Respinis |

| Arbitro: | Di Cairano (Ariano Irpino) |

|              |           |                           |
| Ferrario 19’ | Marcatori | 38’ Marqués 64’ Ranocchia |

| Arbitro: | Repace (Perugia) |

|             |           |                           |
| Marqués 77’ | Marcatori | 28’ Arrigoni 56’ M. Gatto |

| Arbitro: | Luciani (Roma) |

|            |           |              |
| Braken 72’ | Marcatori | 79’ Petrelli |

| Arbitro: | Saia (Palermo) |

|                     |           |                 |
| Del Sole 75’ (rig.) | Marcatori | 32’ (rig.) Cori |

| Arbitro: | Natilla (Molfetta) |

|          |           |  |
| Comi 25’ | Marcatori |  |

| Arbitro: | Maggio (Lodi) |

|  |           |                   |
|  | Marcatori | 45’ (aut.) Solcia |

| Arbitro: | Delrio (Reggio Emilia) |

|             |           |            |
| Fagioli 18’ | Marcatori | 8’ Capogna |

| Arbitro: | Carrione (Castellammare di Stabia) |

|            |           |                    |
| Lanini 36’ | Marcatori | 22’ (rig.) Marqués |

| Arbitro: | Pashuku (Albano Laziale) |

|                      |           |  |
| Vrioni 47’ Rafia 53’ | Marcatori |  |

| Arbitro: | Petrella (Viterbo) |

|            |           |                                       |
| Morello 8’ | Marcatori | 30’ Petrelli 72’ Correia 84’ Del Sole |

| Arbitro: | Giaccaglia (Jesi) |

|                        |           |                            |
| Petrelli 10’, 24’, 27’ | Marcatori | 32’ Cesarini 48’ Romagnoli |

| Arbitro: | Di Cairano (Ariano Irpino) |

|                         |           |           |
| Pennington 10’ Udoh 82’ | Marcatori | 65’ Rafia |

| Arbitro: | De Tommaso (Rimini) |

|                                           |           |              |
| Ranocchia 8’ Correia 37’ Greco 52’ (aut.) | Marcatori | 68’ Castelli |

| Arbitro: | Cascone (Nocera Inferiore) |

|  |           |            |
|  | Marcatori | 80’ Eusepi |

| Arbitro: | Caldera (Como) |

|                        |           |                         |
| Catanese 42’ Piana 87’ | Marcatori | 67’ (rig.) A. Brighenti |

| Arbitro: | Vigile (Cosenza) |

|             |           |                                |
| Correia 65’ | Marcatori | 78’ De Sena 85’ (rig.) Kabashi |

| Arbitro: | Carella (Bari) |

|  |           |             |
|  | Marcatori | 83’ Correia |

| Arbitro: | Zamagni (Cesena) |

|                 |           |           |
| De Respinis 48’ | Marcatori | 62’ Mosti |

#### Girone di ritorno
| Arbitro: | Marotta (Sapri) |

|               |           |           |
| Caverzasi 58’ | Marcatori | 87’ Cerri |

| Arbitro: | Arace (Lugo di Romagna) |

|                                            |           |                |
| Alcibiade 36’ A. Brighenti 48’, 63’ (rig.) | Marcatori | 24’, 41’ Corti |

| Arbitro: | Garofalo (Torre del Greco) |

|                                              |           |  |
| M. Gatto 7’ Terrani 17’ (rig.) Ferrari 90+4’ | Marcatori |  |

| Arbitro: | Lovison (Padova) |

|                                                                          |           |  |
| A. Brighenti 26’, 28’ Marqués 30’ Correia 47’ Compagnon 65’ Pecorino 69’ | Marcatori |  |

| Arbitro: | Emmanuele (Pisa) |

|  |           |                                       |
|  | Marcatori | 9’ Correia 32’ Drăgușin 52’ Ranocchia |

| Arbitro: | Angelucci (Foligno) |

|  |           |                            |
|  | Marcatori | 3’ Clemente 21’ Emmanuello |

| Arbitro: | Kumara (Verona) |

|             |           |                |
| Marqués 64’ | Marcatori | 44’ F. Bianchi |

| Arbitro: | Cavaliere (Paola) |

|                                                     |           |  |
| Capogna 4’ Paulo Azzi 7’ Iocolano 53’ Capoferri 87’ | Marcatori |  |

| Arbitro: | Ricci (Firenze) |

|                            |           |           |
| A. Brighenti 24’ Aké 90+3’ | Marcatori | 40’ Zunno |

| Arbitro: | Maggio (Lodi) |

|  |           |              |
|  | Marcatori | 85’ Da Graca |

| Arbitro: | Grasso (Ariano Irpino) |

|                                  |           |                                        |
| A. Brighenti 16’ Alcibiade 90+3’ | Marcatori | 45’ Bakayoko 47’, 90+4’ Duca 65’ Faini |

| Arbitro: | Zamagni (Cesena) |

|                       |           |             |
| Chinellato 85’ (rig.) | Marcatori | 69’ Marqués |

| Arbitro: | Ancora (Roma 1) |

|               |           |            |
| Compagnon 81’ | Marcatori | 48’ Biancu |

| Arbitro: | Scatena (Avezzano) |

|               |           |  |
| Latte Lath 7’ | Marcatori |  |

| Arbitro: | Perenzoni (Rovereto) |

|                 |           |  |
| Eusepi 35’, 72’ | Marcatori |  |

| Arbitro: | Zucchetti (Foligno) |

|             |           |                   |
| Marqués 15’ | Marcatori | 90+3’ Benericetti |

| Arbitro: | Bordin (Bassano del Grappa) |

|                             |           |         |
| Possenti 26’ Maistrello 49’ | Marcatori | 17’ Aké |

| Arbitro: | Pirrotta (Barcellona Pozzo di Gotto) |

|                     |           |  |
| Vrioni 90+2’ (rig.) | Marcatori |  |

| Arbitro: | Taricone (Perugia) |

|                                     |           |                               |
| Cesarini 14’ Corbari 68’ Maio 90+4’ | Marcatori | 9’ Troiano 21’ (rig.) Fagioli |

#### Play-off

##### Turni preliminari
| Arbitro: | Carella (Bari) |

|                |           |                                           |
| Latte Lath 22’ | Marcatori | 34’ Ranocchia 55’ Brighenti 90+5’ Correia |

| Arbitro: | Carrione (Castellammare di Stabia) |

|                |           |  |
| Costantino 82’ | Marcatori |  |

## Statistiche

### Statistiche di squadra
Statistiche aggiornate al 19 maggio 2021.
| Competizione | Punti | In casa | In casa | In casa | In casa | In casa | In casa | In trasferta | In trasferta | In trasferta | In trasferta | In trasferta | In trasferta | Totale | Totale | Totale | Totale | Totale | Totale | D.R. |
| Competizione | Punti | G       | V       | N       | P       | GF      | GS      | G            | V            | N            | P            | GF           | GS           | G      | V      | N      | P      | GF     | GS     | D.R. |
| ------------ | ----- | ------- | ------- | ------- | ------- | ------- | ------- | ------------ | ------------ | ------------ | ------------ | ------------ | ------------ | ------ | ------ | ------ | ------ | ------ | ------ | ---- |
| Serie C      | 52    | 19      | 8       | 6       | 5       | 32      | 24      | 19           | 6            | 4            | 9            | 20           | 26           | 38     | 14     | 10     | 14     | 51     | 50     | +1   |
| Play-off     | -     | 0       | 0       | 0       | 0       | 0       | 0       | 2            | 1            | 0            | 1            | 3            | 2            | 2      | 1      | 0      | 1      | 3      | 2      | +1   |
| Totale       | 52    | 19      | 8       | 6       | 5       | 32      | 24      | 21           | 7            | 4            | 10           | 23           | 28           | 40     | 15     | 10     | 15     | 54     | 52     | +2   |

### Andamento in campionato
| Giornata  | 1 | 2 | 3 | 4 | 5 | 6  | 7  | 8  | 9  | 10 | 11 | 12 | 13 | 14 | 15 | 16 | 17 | 18 | 19 | 20 | 21 | 22 | 23 | 24 | 25 | 26 | 27 | 28 | 29 | 30 | 31 | 32 | 33 | 34 | 35 | 36 | 37 | 38 |
| --------- | - | - | - | - | - | -- | -- | -- | -- | -- | -- | -- | -- | -- | -- | -- | -- | -- | -- | -- | -- | -- | -- | -- | -- | -- | -- | -- | -- | -- | -- | -- | -- | -- | -- | -- | -- | -- |
| Luogo     | C | T | C | T | C | T  | T  | C  | T  | C  | T  | C  | T  | C  | C  | T  | C  | T  | C  | T  | C  | T  | C  | T  | C  | C  | T  | C  | T  | C  | T  | C  | T  | T  | C  | T  | C  | T  |
| Risultato | V | V | P | N | N | P  | V  | N  | N  | V  | V  | V  | P  | V  | P  | P  | P  | V  | N  | N  | V  | P  | V  | V  | P  | N  | P  | V  | V  | P  | N  | N  | P  | P  | N  | P  | V  | P  |
| Posizione | 6 | 3 | 2 | 6 | 7 | 10 | 11 | 10 | 11 | 9  | 4  | 4  | 4  | 6  | 3  | 5  | 7  | 8  | 8  | 6  | 5  | 7  | 7  | 5  | 7  | 7  | 7  | 7  | 7  | 8  | 9  | 9  | 8  | 9  | 9  | 9  | 8  | 10 |

Fonte:  Serie C girone A – Classifica, su lega-pro.com.
Legenda:

Luogo: C = Casa; T = Trasferta. Risultato: V = Vittoria; N = Pareggio; P = Sconfitta.